# Верхньокамська западина

1 — Верхньокамська западина

Верхньока́мська запа́дина (рос. Верхнекамская впадина) — велика негативна структура Російської платформи в північній частині Волзько-Уральської нафтогазоносної провінції, що отримала свій розвиток на території Удмуртії, Пермського краю та Кіровської області, Росія.
На заході межею западини є схили Татарського склепіння, на півдні вона з'єднується з Бірською сідловиною. Протяжність западини в меридіональному напрямку становить приблизно 500 км. В південній частині западини фундамент занурений на глибину до 8 км, в північній (в межах Кіровської області) — до 2000 м. У Верхньокамській западині відкрито понад 30 родовищ нафти.